# Yukon (Oklahoma)
Yukon é uma cidade localizada no estado norte-americano de Oklahoma, no Condado de Canadian.

## Demografia
Segundo o censo norte-americano de 2000, a sua população era de 21.043 habitantes.
Em 2006, foi estimada uma população de 22.279, um aumento de 1236 (5.9%).

## Geografia
De acordo com o United States Census Bureau tem uma área de
66,7 km², dos quais 66,7 km² cobertos por terra e 0,0 km² cobertos por água.

## Localidades na vizinhança
O diagrama seguinte representa as localidades num raio de 20 km ao redor de Yukon.